# Isaías Gutiérrez Vallejos
Isaías Gutiérrez Vallejos (Curanilahue, 9 de diciembre de 1928- 13 de abril de 2009) fue un pastor y obispo metodista, destacado líder evangélico en la época de dictadura militar, reconocido por su compromiso en defensa de los derechos humanos. Fue presidente de la Sociedad Bíblica Chilena, y además, fue miembro del directorio de la Fundación de Ayuda Social de las Iglesias Cristianas (FASIC) y de la Comunidad Teológica Evangélica de Chile, entre otros cargos que alcanzó a lo largo de su vida.

## Biografía
Nació en Curanilahue, el 9 de diciembre de 1928, dentro de un hogar metodista.
En 1953, Isaías Gutiérrez fue invitado para estudiar en la Facultad Evangélica de Teología de Buenos Aires, la que más tarde se unificaría con la Facultad Luterana de Teología para dar origen al Instituto Superior Evangélico de Estudios Teológicos (ISEDET). De esta institución egresó de Bachiller en Teología el año 1957. En este mismo período, conoció a Alicia Boldt, proveniente de Uruguay, de padres menonitas y de origen ruso-alemán. Ambos contrajeron matrimonio en la capital argentina el 5 de marzo de 1955.
En 1956 fue ordenado diácono y en 1958 presbítero por la Conferencia Anual de la Iglesia Metodista Episcopal. Junto a su esposa, estuvieron a cargo de comunidades cristianas en Quillota y La Cruz, entre los años 1956 y 1958. Luego, entre los años 1959 y 1963, fueron pastores en Iquique; y entre 1963 y 1973 fueron pastores de la Primera Iglesia de Santiago, entre otras sedes.
El año 1969, se fundó la revista Reflexión y Liberación, y desde sus inicios, fue miembro del Consejo Editorial de la misma. Al poco tiempo, comenzó a desempañarse como Superintendente de la Iglesia Metodista de Chile, en diversas regiones y durante varios períodos. También por entonces, participó activamente en la Unión Latinoamericana de Juventudes Evangélicas (ULAJE), cuando ésta era apenas un incipiente movimiento de la juventud metodista. El año 1981 fue nombrado Obispo de la Iglesia Metodista, cargo que ocuparía hasta el año 1989.
Fue secretario general de la Sociedad Bíblica Chilena entre los años 1973 y 1979, y también presidente del directorio de la Comunidad Teológica Evangélica. Desde 1987 al 2001, fue director de la Escuela Latinoamericana de Evangelización (ELADE). Además, se convirtió en presidente del Consejo de Iglesias Evangélicas y Metodistas de América Latina y el Caribe (CIEMAL) entre los años 1993 y 2003, y parte de la mesa ejecutiva del Concejo Mundial Metodista. Un año después, el 15 de febrero del 2004 CIEMAL le otorgó como distinción la Orden Metodista Latinoamericano Caribeña, por su desempeño como pastor. 
En diversos períodos fue parte del Directorio de la Comunidad Teológica Evangélica de Chile. Obispo y miembro permanente de la “Orden de Jerusalén” del Concilio Mundial Metodista. Posteriormente, en la etapa final de su vida, sería parte del impulso editorial de otra revista, “Crónica Digital” fundada en el 2005, con un claro perfil plural y republicano, de visión crítica sobre la realidad. Isaías Gutiérrez fue el primer director de esta revista, y además, su editor en asuntos relacionados con las iglesias.

## Activismo por los derechos humanos
Su rol en favor de los derechos humanos se hace más visible una vez asume como Obispo de la Iglesia Metodista de Chile en el año 1981. Previamente, tuvo un rol activo en la creación del Comité Pro Paz y luego también fue parte del directorio de la Fundación de Ayuda Social de las Iglesias Cristianas.
En el diario “Las Últimas Noticias”, del 30 de agosto de 1983, aparece la declaración pública de la Iglesia Metodista de Chile, liderada por el Obispo Gutiérrez, en la cual afirmaba que “la Iglesia Metodista de Chile, no puede guardar silencio ante la grave situación de virtual enfrentamiento que vive nuestra nación”. Al año siguiente, la iglesia declaró ocho puntos, en el contexto de su Asamblea General: “el derecho de igualdad de oportunidad; el derecho al trabajo y a un salario digno; la implantación de la democracia, el derecho a la libre expresión y el derecho a discernir; la defensa de la familia, su integridad y su unidad; el rechazo a todo tipo de violencia, tanto el terrorismo como la tortura; un llamado a la paz y en contra del armamentismo”.
El año 1985, organiza el Programa Metodista de Salud Integral (PROMESA), que se dedica a educar sobre derechos humanos, paz y democracia. Ese año el programa se originó y tuvo lugar en Concepción, pero ya para el año 1987 tenía alcance nacional. Ese año, la revista Análisis dedicó un reportaje en el que describía al programa señalando que "la vida digna, el derecho al trabajo, las elecciones libres, la solidaridad, los cesantes, los retornados, los perseguidos, los presos, los torturados, los pobres, los campesinos, los empleados, los estudiantes. Los chilenos en general, también los extranjeros que viven en Chile. En resumen, el ser humano, su mundo, sus necesidades y sus derechos fundamentales, son la principal preocupación de Promesa".
El 26 de abril de 1985, aproximadamente a las 21 horas, carabineros irrumpieron en un local del Sindicato de Trabajadores de Chilectra, donde detuvieron a más de un centenar de personas que participaban de un acto cultural de conmemoración y adhesión al pensamiento socialista democrático. Entre las personas detenidas, estaba la hija del obispo, Cristina Gutiérrez Boldt, que en ese momento tenía 24 años y estaba titulada como profesora diferencial. Los detenidos fueron llevados a la 3.ª Comisaría de Santiago, y luego las mujeres fueron trasladadas a la Subcomisaría San Cristóbal. Estos no podían recibir visitas ni de familiares ni abogados, pero gracias a una orden de la Corte de Apelaciones, se levantó la medida y pudieron entrar en comunicación. Estando en la Tercera Comisaría, los detenidos fueron obligados a permanecer de pie desde las 22 horas hasta las 8 horas del día siguiente. Luego de 5 días en los que la ley permitía tenerlos detenidos, el grueso de los detenidos fue liberado, entre ellos la hija del obispo.
El 29 de agosto de 1986, Isaías Gutiérrez, en calidad de Obispo y representante de la Junta Directiva de la Confraternidad Cristiana de Iglesias (CCI), firma junto a otros líderes cristianos y evangélicos, la conocida "Carta Abierta a Augusto Pinochet". Esta carta tenía como contenido, la denuncia de diversas injusticias y desigualdades que golpeaban al país, lo que generaba un fuerte descontento en la población, y esto al no tener espacios de participación, estallaba en fuertes protestas, las que además eran reprimidas. En síntesis, las iglesias firmantes instaban al dictador Augusto Pinochet, a generar un traspaso democrático del poder.
En el año 1987, bajo su obispado, nacería la reconocida Radio Umbral, la que al poco tiempo se convirtió en una emisora pionera en transmitir conceptos como la libertad y justicia social. Además, fue la única emisora FM donde se podía escuchar a músicos, cantantes y grupos chilenos y latinoamericanos comprometidos con cambios sociales y políticos. Algunos de estos músicos eran Schwenke & Nilo, Violeta Parra, Inti-Illimani y Víctor Jara, los cuales estaban prohibidos en las radios de la época.
    

El 6 de diciembre de 1988, aún en dictadura, el “Servicio Paz y Justicia” entregó la distinción "Monseñor Oscar Arnulfo Romero" a Isaías Gutiérrez, junto al abogado René García Villegas y Mónica Jiménez. Este reconocimiento lo recibieron por su defensa de la paz, de la justicia, la no violencia y los derechos humanos. Respecto al obispo, el coordinador de Serpaj, Domingo Namuncura, señaló para el diario La Época:
"[El religioso se ha distinguido por] un servicio extraordinariamente comprometido en favor de la causa de los derechos humanos y en especial por un servicio cristiano hacia los sectores más perseguidos de la sociedad chilena. La principal labor del obispo está vinculada a la tarea de acercar la Iglesia Evangélica al mundo de los más pobres".

## Fallecimiento y Legado

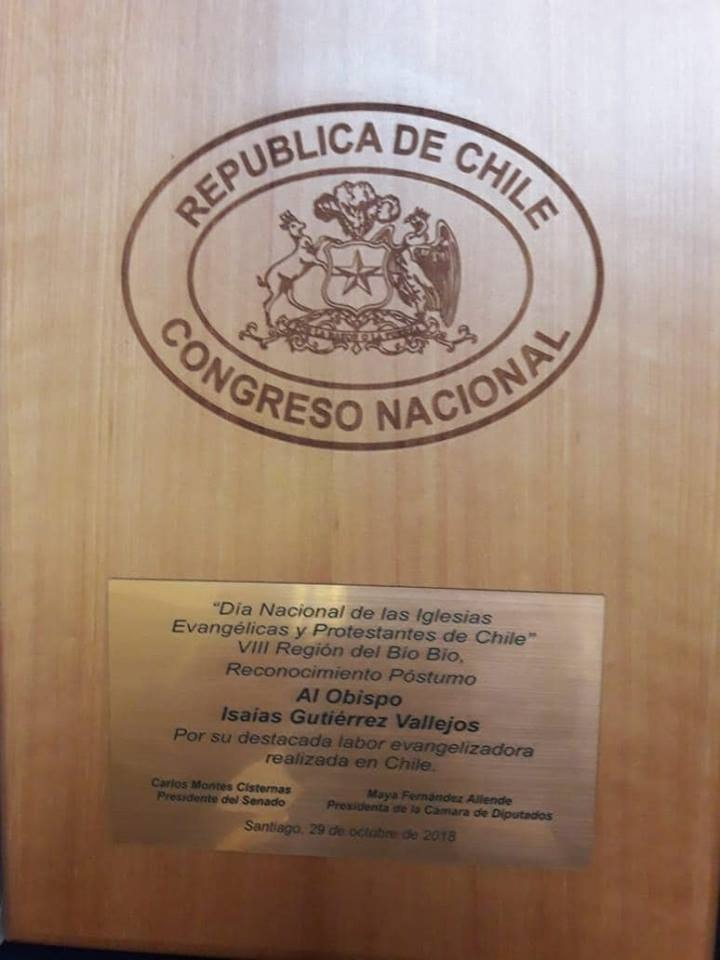
Reconocimiento póstumo al obispo Isaías Gutiérrez, de parte del Congreso Nacional, en la celebración de las Iglesias Evangélicas, 2018.

En una entrevista dada el 2009, él menciona: “La mayor satisfacción es haber sido fortalecido por el Señor para levantar mi voz en tiempos de crisis, cuando denunciar las injusticias era prácticamente una ofensa a las autoridades de turno….haber sido fiel a Jesucristo me da un sentido de no haber vivido en vano y estrechamente ligado a eso, tener el reconocimiento de personalidades y entidades a nivel nacional e internacional”.
El Obispo Isaías Gutiérrez falleció en el Valle del Elqui, el día 14 de abril del 2013, a la edad de 80 años. El 22 de diciembre de 2014, al año siguiente después de su fallecimiento, en el Congreso Nacional se le realizó un homenaje póstumo, en el contexto del Día Nacional de las Iglesias Evangélicas y Protestantes. Posteriormente, el 29 de diciembre del año 2018, se realizaría otro homenaje póstumo en memoria del obispo, también por parte del Congreso Nacional en el contexto del día de las Iglesias Evangélicas. Esta vez, también se le dedicó una placa que dice "por su destacada labor evangelizadora realizada en Chile". 

## Historial electoral

### Elecciones parlamentarias de 2005
- Elecciones parlamentarias de 2005 a Diputado por el distrito 45 (Coronel, Florida, Hualqui, Penco, Santa Juana y Tomé)[14]

| Candidato                 | Pacto                    | Partido | Votos  | %     | Resultado |
| ------------------------- | ------------------------ | ------- | ------ | ----- | --------- |
| Clemira Pacheco Rivas     | Concertación Democrática | PS      | 37.448 | 33,52 | Diputado  |
| Sergio Bobadilla Muñoz    | Alianza                  | UDI     | 26.460 | 23,68 | Diputado  |
| German Acuña Game         | Concertación Democrática | PDC     | 26.284 | 23,52 |           |
| Bernardo Ulloa Pereira    | Alianza                  | ILD     | 10.526 | 9,42  |           |
| Iván Quintana Miranda     | Juntos Podemos Más       | PC      | 7.722  | 6,91  |           |
| Isaías Gutiérrez Vallejos | Juntos Podemos Más       | IC      | 3.290  | 2,94  |           |

## Premios y Distinciones
- Distinción "Monseñor Óscar Romero", entregado por Servicio de Paz y Justicia (1988)
- Distinción "Orden de Jerusalén", entregado por el Concilio Mundial Metodista (1999)
- Distinción "Orden Metodista Latinoamericano Caribeña", entregado por el Consejo de Iglesias Evangélicas y Metodistas de América Latina y el Caribe (2004)
- Reconocimiento póstumo al Obispo Isaías Gutiérrez en el Congreso Nacional (2014 y 2018)

## Obras
- Gutiérrez Vallejos, Isaías (1988). Luces de esperanza. Santiago de Chile: Umbral.
- Gutiérrez Vallejos, Isaías (ed) (1988). Antología Poética Joven. Santiago de Chile. Ediciones Signos y Testimonios, Iglesia Metodista de Chile.
- Gutiérrez Vallejos, Isaías (1989). Presencia y testimonio: Enfoque metodista de un evangelio comprometido con la vida. Santiago de Chile: CIEMAL.
- Gutiérrez Vallejos, Isaías (2005). Arroyos en tierras secas. Santiago de Chile. El Aposento Alto.